# Johnny Cecotto Jr.
Johnny Amadeus Cecotto (Augusta, 9 settembre 1989) è un ex pilota automobilistico venezuelano.
Possiede anche la cittadinanza tedesca ma corre con licenza venezuelana. È figlio del pilota motociclistico e automobilistico Johnny Cecotto.

## Carriera

### Inizi
Cecotto ha iniziato la sua carriera motoristica col karting, per poi passare alle vetture a ruote scoperte nel 2005 con la Formula BMW ADAC. Nel 2006 ha partecipato alla F3 tedesca, conquistando una vittoria, e alla Formula Renault 2.0 Northern European Cup.
Nel 2007 passa alla International Formula Master, chiudendo ottavo, con tre podi. Ritorna poi nel campionato tedesco di F3, in cui conquista il terzo posto nella classifica generale, con due vittorie.
Nel 2009 corre nella F3 Euro Series con la HBR Motorsport,. Qualche mese dopo firma per partecipare alla GP2 Series,  con la David Price Racing, con cui corre 3 gare.

### GP2/Formula 2
Con il team Trident Racing partecipa alla prima gara della GP2 Asia Series 2009-2010, per poi essere rimpiazzato da Dani Clos.
Con lo stesso team prende parte alla stagione 2010 della GP2 Series, totalizzando 3 punti in campionato.
Nella stagione 2011 corre nella GP2 Asia Series con il team Super Nova Racing. Nella stessa stagione corre anche in GP2 Series con la Ocean Racing Technology, prima di passare alla Addax nella stagione successiva. In questa stagione, Cecotto ottiene 2 vittorie (le sue prime nella categoria) e il nono posto in classifica generale.
Nella stagione 2013 cambia nuovamente team, passando alla Arden International. La stagione si rivela essere peggiore della precedente, in quanto Cecotto non ottiene vittorie e podi, fermandosi al sedicesimo posto in campionato.
La successiva stagione 2014 è la sua migliore stagione in GP2. Comincia la sua sesta stagione nella categoria tornando a correre per il team Trident, e terminerà il campionato al quinto posto in classifica generale, ottenendo 2 vittorie e 5 podi in totale.
Nella stagione 2015 di GP2 disputa alcune gare con Hilmer Motorsport, Carlin Motorsport e Trident Racing, non ottenendo punti.
Nel 2016 partecipa a 4 gare della GP2 Series con la Rapax e a 6 gare della Formula V8 3.5, vincendo la gara 1 dell'Hungaroring.
Nella stagione 2017 partecipa alla sua nona stagione nella categoria, nel frattempo rinominata Formula 2, restando con la Rapax. Dopo aver ottenuto un podio a Monaco, viene però sostituito da Sergio Canamasas dopo la tappa di Baku.

## Risultati

### Riassunto della carriera
| Stagione | Serie                                    | Team                      | Gare | Vittorie | Pole | GPV | Podi | Punti | Pos |
| -------- | ---------------------------------------- | ------------------------- | ---- | -------- | ---- | --- | ---- | ----- | --- |
| 2005     | Formula BMW ADAC                         | Lauderbach Motorsport     | 12   | 0        | 0    | 0   | 0    | 3     | 22º |
| 2005     | Formula BMW ADAC                         | Mamerow Racing            | 6    | 0        | 0    | 0   | 0    | 3     | 22º |
| 2005     | Formula Junior 1600 Italia               | Kiwi ESP                  | 4    | 0        | 0    | 0   | 1    | 40    | 12º |
| 2005     | Formula Renault 2.0 Italia Winter Series | Kiwi ESP                  | 4    | 0        | 0    | 1   | 1    | 18    | 7º  |
| 2006     | F3 tedesca                               | Ombra Racing              | 4    | 1        | 0    | 0   | 1    | 20    | 11º |
| 2006     | F3 tedesca                               | Target Racing             | 4    | 0        | 0    | 0   | 0    | 20    | 11º |
| 2006     | Euroseries 3000                          | Coloni                    | 2    | 0        | 0    | 0   | 0    | 2     | 17º |
| 2006     | Italian Formula 3000                     | Coloni                    | 2    | 0        | 0    | 0   | 0    | 2     | 16º |
| 2006     | Formula Renault 2.0 Italia               | Kiwi ESP                  | 4    | 0        | 0    | 0   | 0    | 0     | NC  |
| 2006     | Formula Renault 2.0 NEC                  | Koiranen bros. Motorsport | 8    | 0        | 0    | 0   | 1    | 92    | 17º |
| 2007     | Formula Master                           | Ombra Racing              | 16   | 0        | 0    | 0   | 3    | 30    | 8º  |
| 2007     | Euroseries 3000                          | ELK Motorsport            | 2    | 0        | 0    | 0   | 0    | 4     | 20º |
| 2007     | Formula 3000 italiana                    | ELK Motorsport            | 2    | 0        | 0    | 0   | 0    | 4     | 13º |
| 2007     | British Formula 3 Championship           | Double R Racing           | 0†   | 0        | 0    | 0   | 0    | 0†    | NC† |
| 2008     | F3 tedesca                               | HS Technik                | 16   | 2        | 3    | 4   | 10   | 99    | 3º  |
| 2009     | GP2 Series                               | David Price Racing        | 3    | 0        | 0    | 0   | 0    | 0     | 30º |
| 2009     | Formula 3 Euro Series                    | HBR Motorsport            | 12   | 0        | 0    | 0   | 0    | 0     | 26º |
| 2009–10  | GP2 Asia Series                          | Trident Racing            | 2    | 0        | 0    | 0   | 0    | 3     | 17º |
| 2010     | GP2 Series                               | Trident Racing            | 16   | 0        | 0    | 0   | 0    | 3     | 23º |
| 2011     | GP2 Asia Series                          | Super Nova Racing         | 4    | 0        | 0    | 0   | 0    | 0     | 15º |
| 2011     | GP2 Series                               | Ocean Racing Technology   | 18   | 0        | 0    | 0   | 0    | 0     | 24º |
| 2012     | GP2 Series                               | Barwa Addax Team          | 24   | 2        | 1    | 1   | 4    | 104   | 9º  |
| 2013     | GP2 Series                               | Arden International       | 21   | 0        | 1    | 1   | 0    | 41    | 16º |
| 2014     | GP2 Series                               | Trident                   | 22   | 2        | 1    | 0   | 5    | 140   | 5º  |
| 2015     | Auto GP                                  | Virtuosi Racing           | 2    | 0        | 0    | 0   | 1    | 22    | 8º‡ |
| 2015     | GP2 Series                               | Hilmer Motorsport         | 4    | 0        | 0    | 0   | 0    | 0     | 28º |
| 2015     | GP2 Series                               | Carlin                    | 2    | 0        | 0    | 0   | 0    | 0     | 28º |
| 2015     | GP2 Series                               | Trident                   | 4    | 0        | 0    | 0   | 0    | 0     | 28º |
| 2016     | Formula V8 3.5                           | RP Motorsport             | 6    | 1        | 0    | 0   | 1    | 43    | 14º |
| 2016     | GP2 Series                               | Rapax                     | 4    | 0        | 0    | 0   | 1    | 18    | 18º |
| 2017     | Formula 2                                | Rapax                     | 8    | 0        | 0    | 0   | 1    | 16    | 16º |

† Cecotto, quale pilota invitato, non ha potuto prendere punti.

‡ Posizione al momento della cancellazione della stagione.

### Risultati in GP2 Asia Series
(legenda) (Le gare in grassetto indicano la pole position) (Le gare in corsivo indicano Gpv)
| Stagione | Team              | 1          | 2          | 3          | 4          | 5        | 6        | 7        | 8        | Punti | Pos |
| -------- | ----------------- | ---------- | ---------- | ---------- | ---------- | -------- | -------- | -------- | -------- | ----- | --- |
| 2009–10  | Trident Racing    | YMC1 FEA 7 | YMC1 SPR 6 | YMC2 FEA   | YMC2 SPR   | BHR1 FEA | BHR1 SPR | BHR2 FEA | BHR2 SPR | 3     | 17º |
| 2011     | Super Nova Racing | YMC FEA 15 | YMC SPR 7  | IMO FEA 16 | IMO SPR 19 |          |          |          |          | 0     | 15º |

### Risultati in GP2
(legenda) (Le gare in grassetto indicano la pole position) (Le gare in corsivo indicano Gpv)
| Stag. | Team                    | 1           | 2          | 3            | 4           | 5           | 6            | 7           | 8          | 9          | 10          | 11         | 12          | 13          | 14          | 15         | 16          | 17          | 18          | 19         | 20          | 21        | 22          | 23          | 24        | Punti | Pos |
| ----- | ----------------------- | ----------- | ---------- | ------------ | ----------- | ----------- | ------------ | ----------- | ---------- | ---------- | ----------- | ---------- | ----------- | ----------- | ----------- | ---------- | ----------- | ----------- | ----------- | ---------- | ----------- | --------- | ----------- | ----------- | --------- | ----- | --- |
| 2009  | David Price Racing      | CAT FEA     | CAT SPR    | MON FEA      | MON SPR     | IST FEA     | IST SPR      | SIL FEA     | SIL SPR    | NUR FEA    | NUR SPR     | HUN FEA    | HUN SPR     | VAL FEA     | VAL SPR     | SPA FEA    | SPA SPR     | MNZ FEA 18  | MNZ SPR 16  | ALG FEA NP | ALG SPR 18  |           |             |             |           | 0     | 30º |
| 2010  | Trident Racing          | CAT FEA Ret | CAT SPR 17 | MON FEA 9    | MON SPR 4   | IST FEA 12  | IST SPR 12   | VAL FEA Rit | VAL SPR 14 | SIL FEA 18 | SIL SPR 23  | HOC FEA 13 | HOC SPR Rit | HUN FEA Rit | HUN SPR 13  | SPA FEA 10 | SPA SPR Rit | MNZ FEA     | MNZ SPR     | YMC FEA    | YMC SPR     |           |             |             |           | 3     | 16º |
| 2011  | Ocean Racing Technology | IST FEA Rit | IST SPR 13 | CAT FEA 14   | CAT SPR 13  | MON FEA Rit | MON SPR 17   | VAL FEA 14  | VAL SPR 17 | SIL FEA 12 | SIL SPR Rit | NUR FEA 10 | NUR SPR Rit | HUN FEA Rit | HUN FEA Rit | SPA FEA 11 | SPA SPR 8   | MNZ FEA 17  | MNZ SPR 15  |            |             |           |             |             |           | 0     | 24° |
| 2012  | Barwa Addax             | SEP FEA Rit | SEP SPR 22 | BAH1 FEA Rit | BAH1 SPR 22 | BAH2 FEA 9  | BAH2 SPR Rit | CAT FEA 18  | CAT SPR 13 | MON FEA 1  | MON SPR Rit | VAL FEA SQ | VAL SPR Rit | SIL FEA 2   | SIL SPR 18  | HOC FEA 1  | HOC SPR 6   | HUN FEA Rit | HUN SPR Rit | SPA FEA 17 | SPA SPR Rit | MNZ FEA 2 | MNZ SPR 5   | SGP FEA Rit | SGP SPR 9 | 104   | 9º  |
| 2013  | Arden International     | SEP FEA 12  | SEP SPR 5  | BAH FEA 10   | BAH SPR 12  | CAT FEA 8   | CAT SPR 5    | MON FEA Rit | MON SPR ES | SIL FEA 17 | SIL SPR Rit | HOC FEA 10 | HOC SPR 5   | HUN FEA 21  | HUN SPR Rit | SPA FEA 14 | SPA SPR 7   | MNZ FEA 12  | MNZ SPR 8   | SGP FEA 14 | SGP SPR 6   | YMC FEA 8 | YMC SPR Rit |             |           | 41    | 16º |
| 2014  | Trident                 | BHR FEA 21  | BHR SPR 14 | CAT FEA 1    | CAT SPR 6   | MON FEA 4   | MON SPR 4    | RBR FEA 6   | RBR SPR 1  | SIL FEA 6  | SIL SPR 3   | HOC FEA 7  | HOC SPR Ret | HUN FEA Ret | HUN SPR Ret | SPA FEA 3  | SPA SPR 2   | MNZ FEA 10  | MNZ SPR Ret | SOC FEA 19 | SOC SPR 23† | YMC FEA 6 | YMC SPR 6   |             |           | 140   | 5º  |
| 2015  | Hilmer Motorsport       | BHR FEA     | BHR SPR    | CAT FEA 21   | CAT SPR Ret | MON FEA 20  | MON SPR Ret  | RBR FEA     | RBR SPR    |            |             |            |             |             |             |            |             |             |             |            |             |           |             |             |           | 0     | 28º |
| 2015  | Carlin                  |             |            |              |             |             |              |             |            | SIL FEA 13 | SIL SPR 25  | HUN FEA    | HUN SPR     | SPA FEA     | SPA SPR     |            |             |             |             |            |             |           |             |             |           | 0     | 28º |
| 2015  | Trident                 |             |            |              |             |             |              |             |            |            |             |            |             |             |             | MNZ FEA 18 | MNZ SPR 13  | SOC FEA 13  | SOC SPR 22† | BHR FEA    | BHR SPR     | YMC FEA   | YMC SPR     |             |           | 0     | 28º |
| 2016  | Rapax                   | CAT FEA     | CAT SPR    | MON FEA      | MON SPR     | BAK FEA     | BAK SPR      | RBR FEA     | RBR SPR    | SIL FEA    | SIL SPR     | HUN FEA    | HUN SPR     | HOC FEA     | HOC SPR     | SPA FEA    | SPA SPR     | MNZ FEA     | MNZ SPR     | SEP FEA 13 | SEP SPR 9   | YMC FEA 7 | YMC SPR 2   |             |           | 18    | 18º |

### Risultati in Formula 2
(legenda) (Le gare in grassetto indicano la pole position) (Le gare in corsivo indicano Gpv)
| Stagione | Team  | 1          | 2         | 3          | 4          | 5         | 6         | 7           | 8          | 9       | 10      | 11      | 12      | 13      | 14      | 15      | 16      | 17      | 18      | 19      | 20      | 21      | 22      | Punti | Pos. |
| -------- | ----- | ---------- | --------- | ---------- | ---------- | --------- | --------- | ----------- | ---------- | ------- | ------- | ------- | ------- | ------- | ------- | ------- | ------- | ------- | ------- | ------- | ------- | ------- | ------- | ----- | ---- |
| 2017     | Rapax | BHR FEA 15 | BHR SPR 9 | CAT FEA 17 | CAT SPR 10 | MON FEA 8 | MON SPR 2 | BAK FEA Ret | BAK SPR 14 | RBR FEA | RBR SPR | SIL FEA | SIL SPR | HUN FEA | HUN SPR | SPA FEA | SPA SPR | MNZ FEA | MNZ SPR | JER FEA | JER SPR | YMC FEA | YMC SPR | 16    | 16º  |